# 尾崎娜娜
尾崎娜娜（1982年9月12日—），大阪府人，日本写真偶像。现为日本的公司《Fang》旗下的艺人。她的真实姓名是尾崎彰子。

## 出演

### 电视节目
- 《FNS 地球特捜队 Die Buster（日语：FNS地球特捜隊ダイバスター）》 （富士电视台）
- 《给与明细（日语：給与明細 (テレビ番組)）》 （东京电视台， - 2008年9月）
- （GyaO，2007年11月20日 - 27日）
- （东京电视台，2008年7月2日・8月27日・9月3日）
- 《潜入调查（日语：潜入調査 (テレビ番組)）》（东京电视台，2009年1月9日 - ）
- 《Idol@deep》（神奈川电视台，2009年1月18日 - ）
- （东京电视台、2009年2月10日 ）

### DVD
1. （英知出版，2006年）
2. （彩文馆出版，2007年）
3. （竹书房，2007年）
4. （GP Museum Soft，2007年）
5. 《濡时间》（Goma Books，2008年）
6. （Outvision，2009年）